# Fousseni Diabaté
Fousseni Diabaté (Aubervilliers, 18 ottobre 1995) è un calciatore maliano con cittadinanza francese, centrocampista svincolato della nazionale maliana.

## Caratteristiche tecniche
È un trequartista.

## Carriera

### Club
È cresciuto nelle giovanili dello Stade Reims.
Nel gennaio del 2018 firma per il Leicester City e il 27 Gennaio firma la sua prima doppietta nella gara di Carabao Cup contro il Peterborough.

### Nazionale
È stato convocato dalla nazionale Under-20 del Mali per il Mondiale Under-20 2015. Al termine della competizione, conclusa al terzo posto, colleziona una presenza. Successivamente gioca anche con la nazionale Under-23.
Nel 2023 esordisce in nazionale maggiore, venendo nel medesimo anno convocato anche per la Coppa d'Africa.

## Statistiche

### Presenze e reti nei club
Statistiche aggiornate al 20 gennaio 2021.
| Stagione         | Squadra          | Campionato       | Campionato | Campionato | Coppe nazionali | Coppe nazionali | Coppe nazionali | Coppe continentali | Coppe continentali | Coppe continentali | Altre coppe | Altre coppe | Altre coppe | Totale | Totale |
| Stagione         | Squadra          | Comp             | Pres       | Reti       | Comp            | Pres            | Reti            | Comp               | Pres               | Reti               | Comp        | Pres        | Reti        | Pres   | Reti   |
| ---------------- | ---------------- | ---------------- | ---------- | ---------- | --------------- | --------------- | --------------- | ------------------ | ------------------ | ------------------ | ----------- | ----------- | ----------- | ------ | ------ |
| 2016-2017        | Guingamp         | L1               | 1          | 0          | CF+CdL          | 1+1             | 0+0             | -                  | -                  | -                  | -           | -           | -           | 3      | 0      |
| 2017-gen. 2018   | Gazélec Ajaccio  | L2               | 18         | 3          | CF+CdL          | 1+2             | 2+0             | -                  | -                  | -                  | -           | -           | -           | 21     | 5      |
| gen.-giu. 2018   | Leicester City   | PL               | 14         | 0          | FACup+CdL       | 2+0             | 2+0             | -                  | -                  | -                  | -           | -           | -           | 16     | 2      |
| 2018-gen. 2019   | Leicester City   | PL               | 1          | 0          | FACup+CdL       | 0+2             | 0+0             | -                  | -                  | -                  | -           | -           | -           | 3      | 0      |
| Totale Leicester | Totale Leicester | Totale Leicester | 15         | 0          |                 | 4               | 2               |                    | -                  | -                  |             | -           | -           | 19     | 2      |
| gen.-giu. 2019   | Sivasspor        | SL               | 17         | 2          | TK              | 0               | 0               | -                  | -                  | -                  | -           | -           | -           | 17     | 2      |
| 2019-2020        | Amiens           | L1               | 20         | 1          | CF+CdL          | 1+3             | 0+0             | -                  | -                  | -                  | -           | -           | -           | 24     | 1      |
| 2020-gen. 2021   | Trabzonspor      | SL               | 6          | 0          | TK              | 1               | 0               | -                  | -                  | -                  | -           | -           | -           | 7      | 0      |
| gen.-giu. 2021   | Göztepe          | SL               | 18         | 3          | TK              | 0               | 0               | -                  | -                  | -                  | -           | -           | -           | 18     | 3      |
| 2021-2022        | Giresunspor      | SL               | 34         | 6          | TK              | 0               | 0               | -                  | -                  | -                  | -           | -           | -           | 34     | 6      |
| 2022-2023        | Partizan         | SL               | 32         | 2          | KS              | 1               | 0               | UEL+UECL           | 2+10               | 0+5                | -           | -           | -           | 45     | 7      |
| 2023-2024        | Losanna          | SL               | 13         | 0          | CS              | 2               | 0               | -                  | -                  | -                  | -           | -           | -           | 15     | 0      |
| Totale carriera  | Totale carriera  | Totale carriera  | 174        | 17         |                 | 17              | 4               |                    | 12                 | 5                  |             | -           | -           | 203    | 26     |

### Cronologia presenze e reti in nazionale
| Cronologia completa delle presenze e delle reti in nazionale ― Mali | Cronologia completa delle presenze e delle reti in nazionale ― Mali | Cronologia completa delle presenze e delle reti in nazionale ― Mali | Cronologia completa delle presenze e delle reti in nazionale ― Mali | Cronologia completa delle presenze e delle reti in nazionale ― Mali | Cronologia completa delle presenze e delle reti in nazionale ― Mali | Cronologia completa delle presenze e delle reti in nazionale ― Mali | Cronologia completa delle presenze e delle reti in nazionale ― Mali |
| Data                                                                | Città                                                               | In casa                                                             | Risultato                                                           | Ospiti                                                              | Competizione                                                        | Reti                                                                | Note                                                                |
| ------------------------------------------------------------------- | ------------------------------------------------------------------- | ------------------------------------------------------------------- | ------------------------------------------------------------------- | ------------------------------------------------------------------- | ------------------------------------------------------------------- | ------------------------------------------------------------------- | ------------------------------------------------------------------- |
| 13-10-2023                                                          | Bamako                                                              | Mali                                                                | 1 – 0                                                               | Uganda                                                              | Amichevole                                                          | -                                                                   | 68’                                                                 |
| 17-10-2023                                                          | Portimão                                                            | Arabia Saudita                                                      | 1 – 3                                                               | Mali                                                                | Amichevole                                                          | -                                                                   |                                                                     |
| 17-11-2023                                                          | Bamako                                                              | Mali                                                                | 3 – 1                                                               | Ciad                                                                | Qual. Mondiali 2026                                                 | -                                                                   | 70’                                                                 |
| 20-11-2023                                                          | Bamako                                                              | Mali                                                                | 1 – 1                                                               | Rep. Centrafricana                                                  | Qual. Mondiali 2026                                                 | -                                                                   | 62’                                                                 |
| 6-1-2024                                                            | Bamako                                                              | Mali                                                                | 6 – 2                                                               | Guinea-Bissau                                                       | Amichevole                                                          | -                                                                   | 46’                                                                 |
| 16-1-2024                                                           | Korhogo                                                             | Mali                                                                | 2 – 0                                                               | Sudafrica                                                           | Coppa d'Africa 2023 - 1º turno                                      | -                                                                   | 78’                                                                 |
| 20-1-2024                                                           | Korhogo                                                             | Tunisia                                                             | 1 – 1                                                               | Mali                                                                | Coppa d'Africa 2023 - 1º turno                                      | -                                                                   | 70’                                                                 |
| 24-1-2024                                                           | San-Pédro                                                           | Namibia                                                             | 0 – 0                                                               | Mali                                                                | Coppa d'Africa 2023 - 1º turno                                      | -                                                                   | 81’                                                                 |
| 30-1-2024                                                           | Korhogo                                                             | Mali                                                                | 2 – 1                                                               | Burkina Faso                                                        | Coppa d'Africa 2023 - Ottavi di finale                              | -                                                                   | 74’                                                                 |
| 3-2-2024                                                            | Bouaké                                                              | Mali                                                                | 1 – 2 dts                                                           | Costa d'Avorio                                                      | Coppa d'Africa 2023 - Quarti di finale                              | -                                                                   | 62’                                                                 |
| 26-3-2024                                                           | Marrakech                                                           | Mali                                                                | 2 – 0                                                               | Nigeria                                                             | Amichevole                                                          | -                                                                   | 83’                                                                 |
| Totale                                                              |                                                                     | Presenze                                                            | 11                                                                  |                                                                     | Reti                                                                | 0                                                                   |                                                                     |